# Allison Janney
Allison Brooks Janney (sinh ngày 19 tháng 11 năm 1959) là một nữ diễn viên người Mỹ. Một người giành được giải Primetime Emmy bảy lần cho đóng góp trong ngành truyền hình của cô, bốn giải Emmy đầu tiên cho các vai diễn C. J. Cregg trong kịch của NBC tựa The West Wing (1999–2006). Năm 2014, cô đoạt giải Emmy cho Nữ diễn viên xuất sắc trong phim truyền hình nhờ vai diễn Margaret Scully trong loạt phim Showtime Masters of Sex. Trong năm 2014 và 2015, cô đoạt giải Emmy cho Nữ diễn viên phụ xuất sắc nhất trong phim hài cho vai hài kịch tình huống CBS có tựa Mom.
Janney, người đã giành được học bổng để nghiên cứu tại Học viện Nghệ thuật Sân khấu Hoàng gia vào mùa hè năm 1984, đã có vai diễn đầu tiên ở Broadway trong sự hồi sinh của Present Laughter năm 1996. Cô đoạt giải Drama Desk cho vai diễn hồi sinh Broadway năm 1997 A View From the Bridge, và sản xuất Broadway ban đầu năm 2009 của vở nhạc kịch 9 to 5. Cô cũng nhận được đề cử giải Tony cho cả hai. vai trò bộ phim của cô bao gồm: Primary Colors (1998), Drop Dead Gorgeous (1999), 10 Things I Hate About You (1999), American Beauty (1999), The Hours (2002), Finding Nemo (2003), Hairspray (2007), Juno (2007), The Help (2011), The Way, Way Back (2013), Tammy (2014), Get On Up (2014), Spy (2015), Minions (2015), Finding Dory (2016), The Girl on the Train (2016), and Tallulah (2016).

## Tiểu sử
Janney sinh ra ở Boston, Massachusetts và lớn lên ở Dayton, Ohio. Cô là con gái của Macy Brooks (nhũ danh Putnam), một cựu nữ diễn viên và người nội trợ, và Jervis Spencer Janney, Jr., một nhà phát triển bất động sản và nhạc jazz. Cô là một trong ba anh chị em ruột.
Janney đã học ở Trường Miami Valley ở Dayton, nơi cô được mệnh danh là một cựu sinh viên xuất sắc năm 2004, và trường trung học Hotchkiss ở Connecticut.. Sau đó cô theo học Kenyon College ở Gambier, Ohio. Tại Kenyon, cô học chung với Paul Newman, một cựu sinh viên của Kenyon. Ông đã chỉ đạo cô trong một vở kịch như là sự kiện khai mạc của Nhà hát Bolton mới đây của trường. Newman và vợ Joanne Woodward khuyến khích Janney tiếp tục hành động. Sau đó, cô tiếp tục tập luyện tại Nhà hát Láng giềng ở New York và thực hiện các chương trình mùa hè tại Học viện Nghệ thuật Sân khấu Hoàng gia ở London. Cô tham dự Neighborhood Playhouse cùng năm với nam diễn viên Dylan McDermott. Cô đã hoàn thành hai năm tại Neighborhood Playhouse cùng với Steven Rogers.

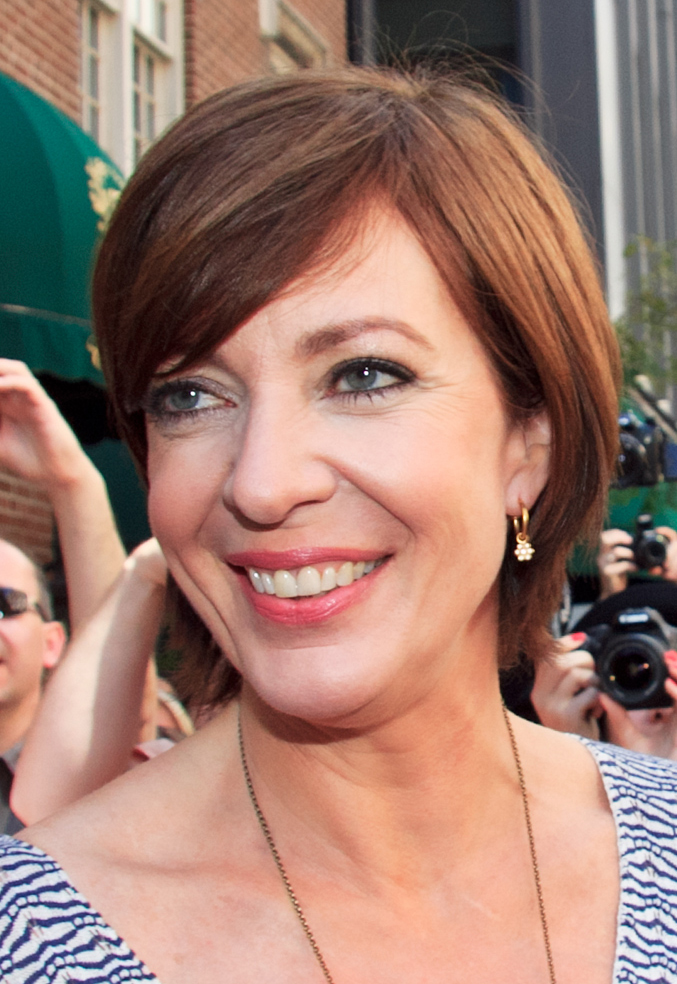
Janney tại liên hoan phim quốc tế Toronto 2011

## Nghề nghiệp
Vai diễn đầu tiên của Janney trên truyền hình nằm trong bộ phim hài Morton & Hayes đen-trắng thập kỷ 1940; Cô xuất hiện trong hai tập của loạt phim CBS 1991 như vợ của Eddie Hayes. Sau đó, cô chuyển sang opera xà phòng: lần đầu tiên cô đóng vai Vi Kaminski trong một thời gian ngắn trên phim As the World Turns, tiếp theo là vai diễn Ginger, một trong những cô hầu Spaulding, trong Guiding Light trong hai năm. Vào mùa xuân năm 1994, cô xuất hiện trong bốn mùa giải cuối cùng của Luật và trật tự, như là một nhân chứng miễn cưỡng chống lại một thành viên của đám đông Nga. Cô cũng là một diễn viên trong chương trình radio A Prairie Home Companion.
Cô đã xuất hiện trong rất nhiều bộ phim thập niên 1990, bao gồm những bộ phim American Beauty, The Object of My Affection, Big Night, The Impostors, Drop Dead Gorgeous, The Ice Storm, Primary Colors, 10 Things I Hate About You, and Private Parts, và các phim thập niên 2000 Nurse Betty, The Hours, The Chumscrubber, How to Deal, Winter Solstice và lồng tiếng đáng kể trong bộ phim hoạt hình Finding Nemo, giọng nói của Peach, chú cá hề. Năm 2006, cô đóng vai trong các bộ phim điện ảnh Margaret và Over the Hedge.
Năm 1999, cô được chọn vào vai cô thư ký báo chí của Tổng thống C.J. Cregg trong bộ phim truyền hình The West Wing, và cuối cùng cô đã giành được bốn giải Emmy. Hai trong số Emmy được nhận giải Primetime Emmy cho Nữ diễn viên phụ xuất sắc trong một bộ phim truyền hình năm 2000 và 2001, và hai giải được trao cho Primetime Emmy Award cho Nữ diễn viên chính xuất sắc trong một bộ phim truyền hình trong những năm 2002 và 2004. Cô cũng được đề cử cho giải Outstanding Nữ diễn viên chính trong một bộ phim truyền hình trong Primetime Emmys năm 2003 và năm 2006.
Janney đã giành được hai giải thưởng Screen Actors Guild cho Nữ diễn viên xuất sắc nhất trong một loạt phim kịch tính vào năm 2001 và 2002. Dàn diễn viên của The West Wing đã đoạt giải Giải Nam diễn viên của Liên hoan phim cho bộ phim hay nhất trong một bộ phim kịch tính trong hai năm. Những lời khen bổ sung cho tác phẩm của Janney trong The West Wing bao gồm bốn đề cử giải Quả Cầu Vàng và đề cử năm 2002 cho Nam diễn viên Phim của năm của Viện phim Mỹ. Vào tháng 1 năm 2006, dàn diễn viên của The West Wing cũng được đề cử bởi Hiệp hội diễn viên màn ảnh vì thành tích nổi bật của một nhóm diễn viên.
Năm 2006, Janney được đề cử giải Independent Spirit cho vai diễn trong bộ phim Our Very Own. Năm 2007, cô xuất hiện trong Juno, đóng vai Brent MacGuff, mẹ kế của nhân vật chính, và cô đã đoạt giải Nữ diễn viên phụ xuất sắc nhất trong Giải thưởng Hiệp hội phê bình phim Austin năm 2007. Trong cùng năm đó, Janney xuất hiện trong đề cử Quả Cầu Vàng Phim, Hairspray, như Prudy Pingleton, Penny (Amanda Bynes) nghiêm khắc và tôn giáo mẹ. Cô xuất hiện trong Studio 60 ngắn ngủi trên dải Sunset Strip trong vai khách như cô (tập: "Disaster Show").
Janney vẫn hoạt động trong sân khấu. Năm 1998, cô được đề cử giải Tony cho vai diễn trong bộ phim A View của Arthur Miller từ The Bridge [6]. Vai diễn Broadway đầu tiên của cô là trong phim Present Laughter, đối diện Frank Langella. Năm 2007, cô tham gia một hội thảo cho một vở nhạc kịch mới của bộ phim 9 to 5..
Cuối năm 2008, Janney đã tham gia vào các ngôi sao Broadway, Stephanie J. Block, Megan Hilty và Marc Kudisch trong vở nhạc kịch mới, từ 9 đến 5. Dựa trên bộ phim cùng tên, Janney đóng vai chính là Violet Newstead, quản lý văn phòng siêu hiệu quả do Lily Tomlin trong bộ phim gốc. Cô đã được đề cử giải Tony cho nữ diễn viên chính xuất sắc nhất  trong một vở nhạc kịch và giành được giải Drama Desk Award cho Nữ diễn viên xuất sắc trong một vở nhạc kịch cho vai diễn này.
Năm 2004, cô bắt đầu lồng tiếng cho các đài truyền hình và đài phát thanh do Kaiser Permanente tạo ra trong chiến dịch truyền thông "Thrive" của tổ chức duy trì sức khoẻ và trong một chiến dịch vô tuyến cho Viện Kiến trúc sư Hoa Kỳ. Trong năm 2010, cô xuất hiện như Allison Pearson trong In Plain Sight. Tháng 5 năm 2010, cô xuất hiện trong tập phim truyền hình ABC Lost như là mẹ nuôi của hai nhà hùng biện trong truyện, Jacob và Man in Black.
Cô đóng vai chính trong bộ phim hài của đài ABC Mr. Sunshine. Bộ truyện do Matthew Perry tạo ra là một sự thay thế cho mùa truyền hình năm 2010-11.
Vào tháng 9 năm 2010, người ta đã thông báo rằng Janney sẽ là tiếng nói của phát ngôn của Aly San San tại Disney hấp dẫn, Star Tours: Cuộc phiêu lưu tiếp tục. Sự thu hút sau đó đã mở tại Disney's Hollywood Studios và Disneyland. Cô xuất hiện trong các bộ phim như The Help (2011), Struck By Lightning (2012) và Liberal Arts (2012).
Năm 2014, Janney giành được hai giải Emmy. Với vai diễn trong bộ phim Mom, đối diện Anna Faris, cô đã giành được giải Nữ diễn viên phụ xuất sắc trong phim hài, trong khi vai diễn định kỳ của cô trong Masters of Sex, cô đã giành giải Nữ diễn viên xuất sắc trong phim truyền hình. Trên chương trình phim hoạt hình Disney Channel, Phineas và Ferb Janney đã lên tiếng với Charlene. Vào năm 2015, cô xuất hiện trong phim Spy and the DUFF. Năm 2016, cô đóng vai chính trong bộ phim Home of Peculiar Children của Miss Peregrine, và đã miêu tả một thám tử giết người trong bộ phim kinh dị The Girl on the Train. Janney sẽ xuất hiện trong I, Tonya là một phim tiểu sử về Tonya Harding với vai diễn mẹ của Harding LaVona.
Vào ngày 11 tháng 10 năm 2016, Janney trở thành người phụ nữ đầu tiên nhận được giải thưởng Cựu sinh viên của Trường Hotchkiss.
Vào ngày 17 tháng 10 năm 2016, Janney nhận được một ngôi sao trên Đại lộ Danh vọng của Hollywood cho công việc của cô trong ngành công nghiệp truyền hình, tọa lạc tại đại lộ Hollywood số 6100.

## Cuộc sống cá nhân
Vào tháng 9 năm 2015, người ta có thông báo rằng cô có mối quan hệ với điều phối viên sản xuất Philip Joncas của IATSE, 20 tuổi.
Trong các cuộc phỏng vấn liên quan đến vai trò của mình đối với mẹ, Janney đã thảo luận về anh trai mình, người đã chiến đấu chống nghiện và tự vẫn.